# サラエヴォ・トロリーバス
サラエヴォ・トロリーバス（ボスニア語: Sarajevski trolejbusi）は、ボスニア・ヘルツェゴビナの首都・サラエヴォのトロリーバス。冬季オリンピックが開催された1984年に開通しており、2025年現在は路面電車（サラエヴォ市電）や路線バスと共にJKP GRAS サラエヴォによる運営が行われている。

## 歴史
サラエボ市内のトロリーバスはユーゴスラビア時代の1984年に開催された冬季オリンピックに合わせて計画や建設が進められたが、開通したのはオリンピック閉幕後の1984年11月となった経緯を持つ。当初はシュコダ製のトロリーバス車両によって運用が行われ、ミリャツカ川左岸に路線網が築かれた他、郊外都市のヴォゴシュチャ方面へも路線網が拡大した。1992年時点で営業キロは54 kmにも及び、連節式車両を含めた92両の車両が使用されていた。だが、同年に勃発したボスニア・ヘルツェゴビナ紛争によって、サラエヴォ市内の他の交通機関と共にトロリーバスは甚大な被害を受け、長期に渡る運休を余儀なくされ、車両は戦闘から人々を守るためのバリケードにも用いられた。終戦時点で、営業運転が可能な車両は32両のみであった。
その後、1995年末に運行が再開したが一部区間は復旧されなかった他、ヴォゴシュチャ方面の系統についてもこの時点で再建されなかった。一方、車両については国外各都市からの譲受が行われ、輸送力の増強や老朽化した車両の置き換えが進められた。そして2020年代以降、ベラルーシやポーランドの車両メーカーが生産した新型ノンステップ車両の導入による近代化が実施されている他、長らく閉鎖されていたヴォゴシュチャ方面の系統についても2025年春季の運行再開へ向けた工事や試運転が行われている。

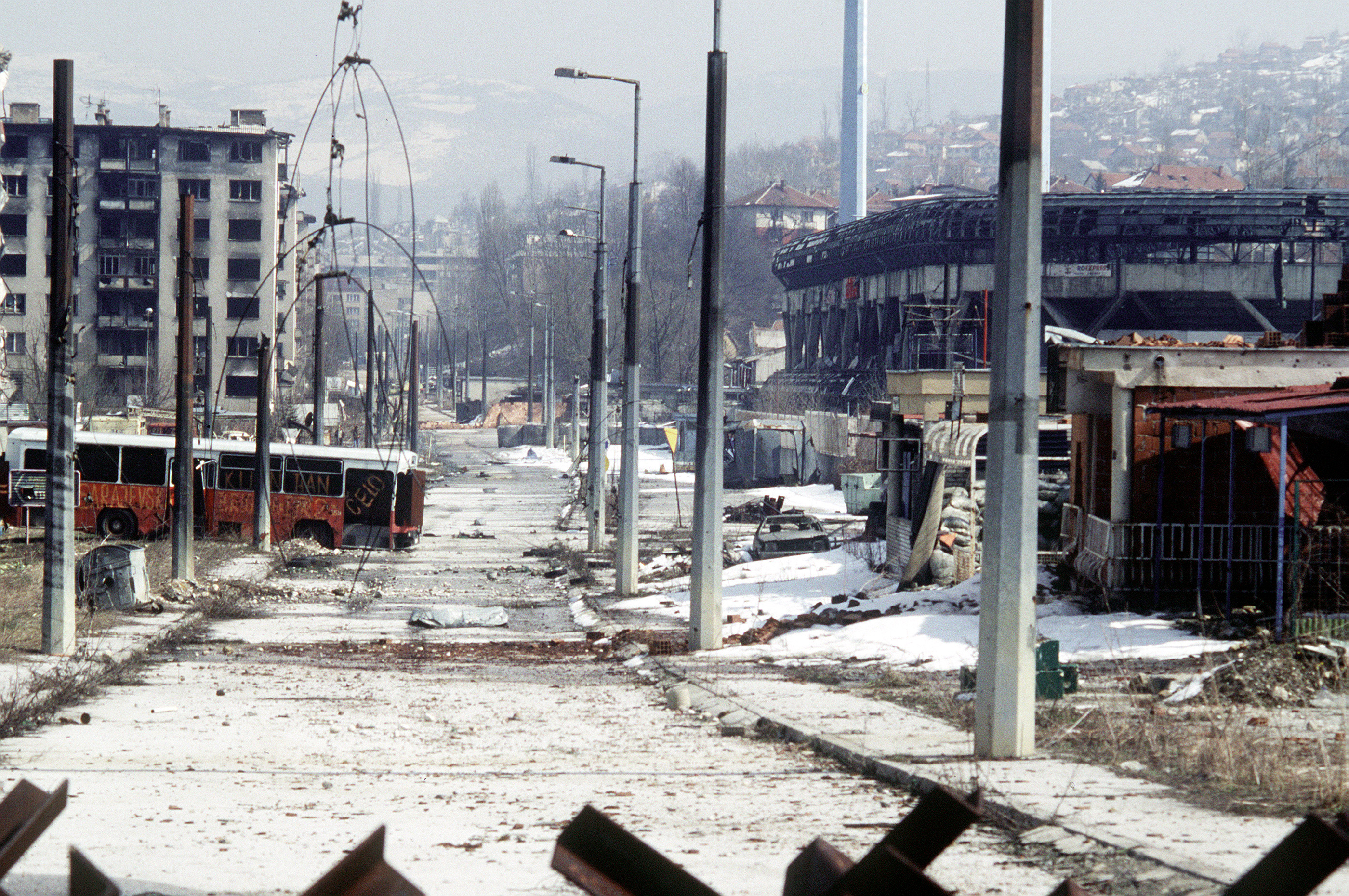
紛争で甚大な被害を受けたトロリーバス（1996年撮影）

## 系統
2025年現在、サラエヴォ・トロリーバスは以下の系統で営業運転を実施している。これらのうち、107N号線は深夜時間帯に運行が行われている。
| 系統番号 | 起点     | 終点         | 備考       |
| -------- | -------- | ------------ | ---------- |
| 102      | Otoka    | Jezero       |            |
| 103      | Dobrinja | Trg Austrije |            |
| 107      | Dobrinja | Jezero       |            |
| 107N     | Dobrinja | Jezero       | 夜間に運行 |
| 108      | Otoka    | Dobrinja     |            |

## 車両
営業運転開始当初、サラエヴォ・トロリーバスに導入されたのはチェコスロバキア（現：チェコ）のシュコダが展開したシュコダ14Trとシュコダ-サノスS200（連節式車両）であった。その後、紛争による休止期間を経て復旧して以降は、シュコダ製の車両（シュコダ21Tr、ŠEAL 100）を除き、チェコやドイツ、オランダ、オーストリア、スイスといった国外各都市の車両の譲受が継続して行われた。
2025年時点での最新車両はベラルーシのベルコムンマッシュが開発・生産する連節式ノンステップ車両のBKM 43300Dで、2021年以降納入が実施されたが、2022年のロシア連邦のウクライナ侵攻に関連した経済制裁の影響で納入は当初契約分の25両のみに終わり、予備部品の供給も停止した状態になっている。そのため、これらの車両の一部の置き換えを含めた今後の新型車両の増備については、ポーランドの車両メーカーであるソラリスが展開するトロリーノ18が導入される事になっている。
2025年時点で、サラエヴォ・トロリーバスに在籍する車両は以下の通りである。
| 形式                  | 備考                                                                                |
| --------------------- | ----------------------------------------------------------------------------------- |
| BKM 43300D            | ノンステップ車両、連節式車両                                                        |
| ヘス・スイストロリー2 | ノンステップ車両、連節式車両 スイス・ベルン（ベルン・トロリーバス）からの譲渡車両   |
| NAW/ヘス・BGT 5-25    | 連節式車両 スイス・ザンクト・ガレン（ザンクト・ガレン・トロリーバス）からの譲渡車両 |
| MAN SL 172 HO         | 3軸式車両 ドイツ・ゾーリンゲン（ゾーリンゲン・トロリーバス）からの譲渡車両          |

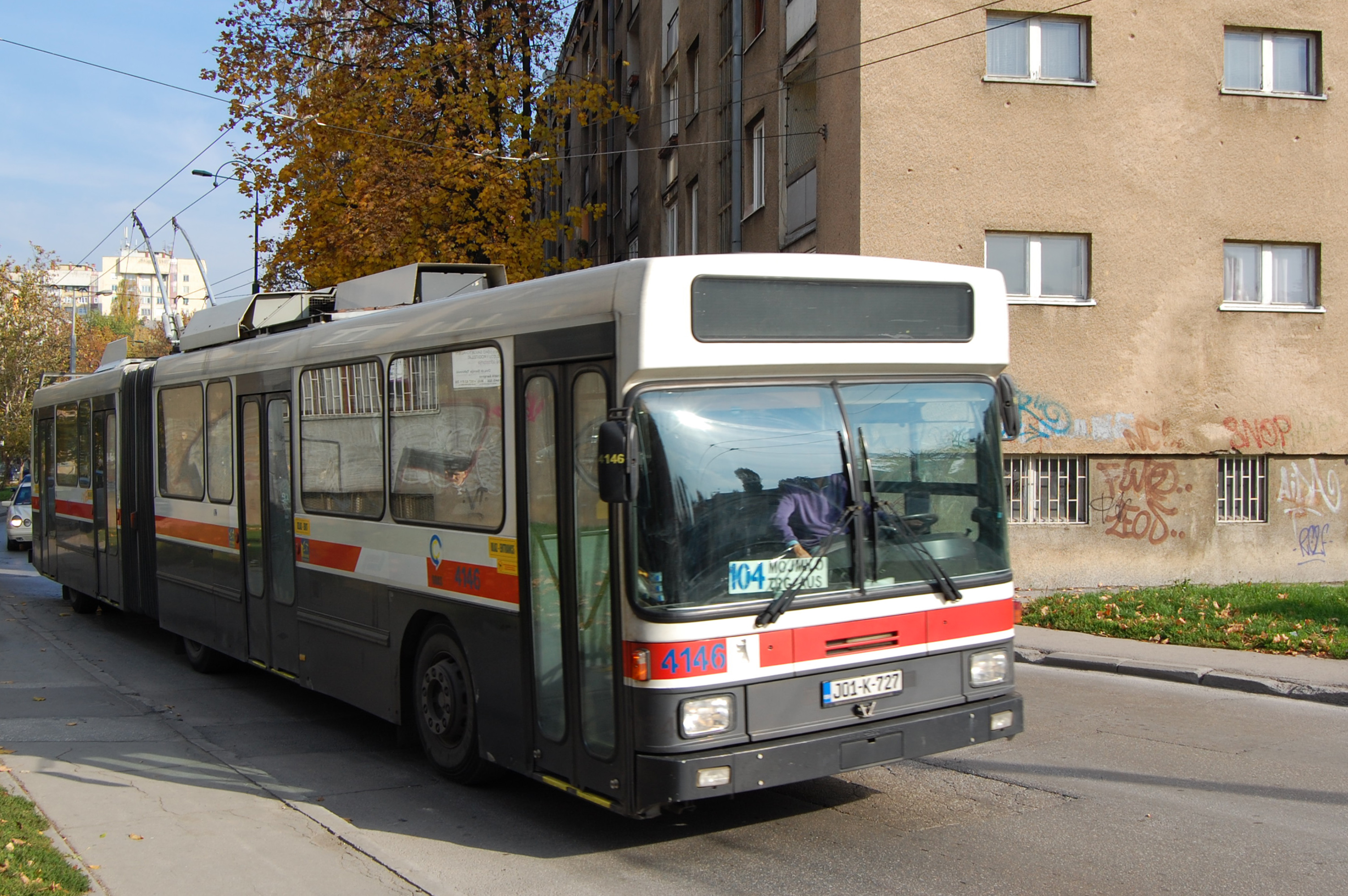
NAW/ヘス・BGT 5-25（2011年撮影）
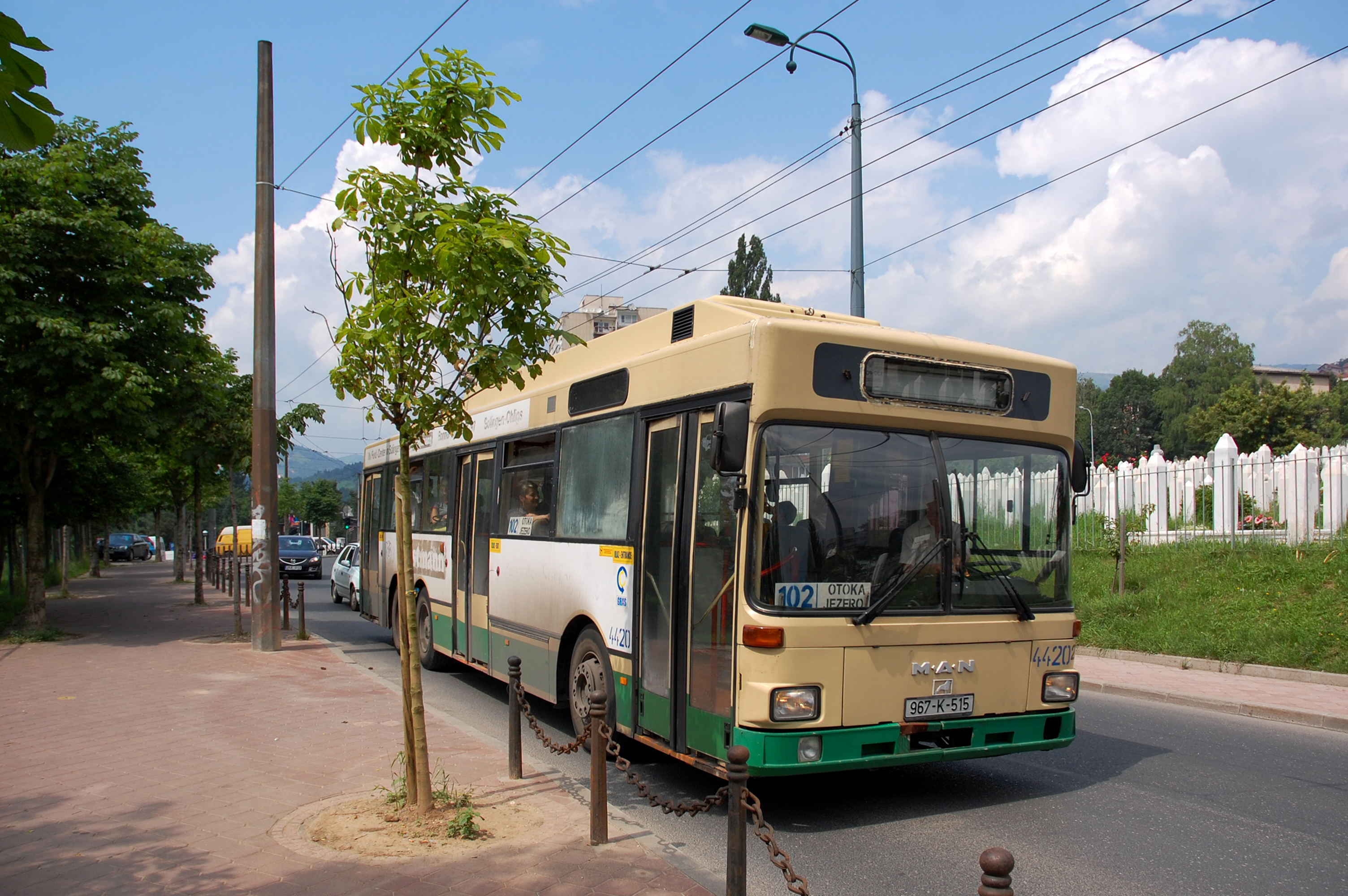
MAN・SL 172 HO（2010年撮影）